# Genghis Khan (pel·lícula)
Genghis Khan és una pel·lícula estatunidenco-anglo-germano-iugoslava dirigida per Henry Levin i estrenada el 1965. Ha estat doblada al català.

## Argument
Des de la seva infantesa a la seva vida d'adult, la història (novel·lada) de Temüjin que es convertirà en el primer emperador mongol sota el nom de Genguis Kan. Molt jove, és reduït a l'esclavitud pel cap de la tribu Djamuqa. Ja adult i lliure, Temüjin no aspirarà més que a venjar-se del seu antic raptor...

## Repartiment
- Stephen Boyd: Djamuqa
- Omar Sharif: Temüjin / Genghis Khan
- James Mason: Kam Ling
- Françoise Dorléac: Börte
- Eli Wallach: el Chah de Khwarezm
- Telly Savalas: Shan
- Robert Morley: l'emperador de La Xina
- Yvonne Mitchell: Katke